# Mariano Echenagucía
Mariano Echenagucía (n. Buenos Aires, octubre de 1807 – † íd., maig de 1869), militar argentí, que va participar en la Guerra del Brasil i en les guerres civils argentines.

## Biografia
Es va allistar a l'exèrcit de la província de Buenos Aires el 1822, romanent en guarnició a la capital fins a la Guerra del Brasil. Va fer la campanya contra l'Imperi a ordres del general Mansilla i va participar en les batalles de Ituzaingó, Camacuá i Llacuna Merín, en tots els casos amb destacades actuacions i aconseguint ràpids ascensos.
Va participar en la guerra civil que va provocar Juan Lavalle el 1828, combatent a les seves ordres a la batalla de Navarro. Va ser enviat a Bahía Blanca, com a segon cap de la guarnició.
Després de la retirada de Lavalle va romandre a la guarnició de la capital, i durant la Revolució dels Restauradores, el 1833 es va pronunciar a favor del governador Juan Ramón Balcarce, partit que resultaria derrotat. El 1835 va ser donat de baixa per decret del governador Juan Manuel de Rosas.
El 1840 va emigrar a Montevideo, i des d'allà va fer la campanya del general Paz a la província de Corrientes. Va participar en la batalla de Caaguazú i a la invasió de la província d'Entre Ríos, i després en la retirada cap el riu Uruguai, en que va ser abandonat per qüasi tots els seus soldats. Va tornar amb Paz a Montevideo i va lluitar en la defensa d'aquesta ciutat contra el setge d'Oribe, com a coronel de la Legió Argentina, inicialment organitzada per Martín Rodríguez.
El 1845 va demanar i va obtenir la baixa de l'exèrcit, per malaltia. A l'any següent va marxar a Corrientes, a unir-se a l'exèrcit que havia organitzat Paz; però quan va arribar, aquest ja havia fracassat en el seu intent de deposar el governador Madariaga i havia fugit al Paraguai.
Va tornar a Buenos Aires, on va ser reincorporat a l'exèrcit porteny, arribant el 1848 a ser nomenat comandant del Regiment d'Infanteria Número 1, el que havia estat Regiment de Patricis. Destinat primerament a l'illa Martín García, després es va incorporar al Setge de Montevideo.
Quan Oribe es va rendir davant el canvi de bàndol d'Urquiza, es va unir a l'Exèrcit Gran de Justo José de Urquiza com a cap d'un regiment d'infanteria, i a les seves ordres va lluitar en la batalla de Caseros. Va participar en la revolució de l'11 de setembre de 1852 i – a partir de desembre – en la defensa de la ciutat contra el setge de Buenos Aires per les forces federals d'Hilario Lagos. També va lluitar durant els següents anys contra les invasions federals de Flores i Costa, participant en la batalla del Tala i a la massacre de Villamayor.
Va servir durant diversos anys a la frontera contra els indígenes, i va tornar a la guarnició de la capital. Durant la campanya de 1861 contra la Confederació Argentina, va ser el cap de les tropes de línia, preparant a la ciutat per resistir un possible avanç d'Urquiza, com havia fet dos anys abans, fins a la capital. Quan van arribar les primeres notícies de la batalla de Pavón, que comunicaven que les tropes portenyes de cavalleria havien estat derrotades, va ser enviat a Mercedes, a intentar reorganitzar la defensa de la província. Però la retirada d'Urquiza va fer innecessària aquesta actuació, ja que va transformar la batalla de Pavón en una victòria porteña.
Va passar els anys següent ocupant càrrecs secundaris. El 1868 va ser inspector de la frontera nord de la província de Santa Fe, i a l'any següent, inspector general de fronteres de la Nació.
Va morir a Buenos Aires al maig de 1869. Un barri de la Ciutat de Gerli, al Partit de Avellaneda, com així també un carrer de la Ciutat de Buenos Aires, recorden a aquest militar.